# 勝山 (下関市)

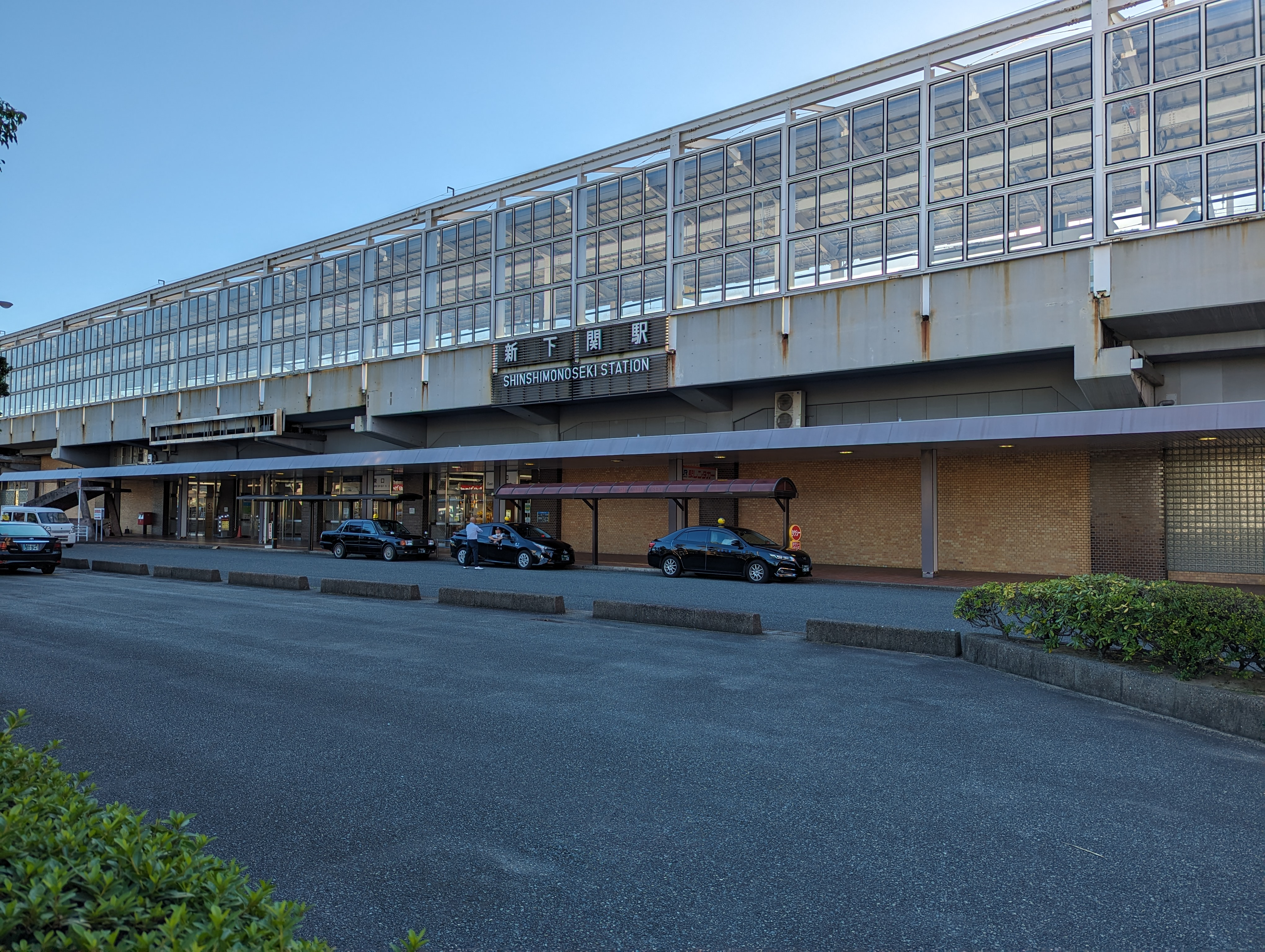
新下関駅・新幹線口（東口）

勝山（かつやま）とは、山口県下関市の勝山地区（下関市役所支所設置条例で示された下関市役所勝山支所の所管する区域）を指す地域名称。
本項では同地域にかつて所在した豊浦郡豊東上村（とよひがしかみそん）、勝山村（かつやまそん）についても述べる。

## 地域概要
下関中心市街地から北へ約6km、旧下関市のほぼ中央に位置する内陸の地域である。住民基本台帳と外国人登録に基づく登録人口は25,267人（2009年3月末現在）、地区面積は21.29km2（2007年10月1日現在）。
北は内日地区、西は安岡地区および川中地区、東は長府地区および王司地区、南は本庁地区（旧々市部）と隣接する。
域内で山陽新幹線とJR山陽本線が交わる位置に新下関駅が位置する（山陽新幹線は新下関駅のすぐ南方で新関門トンネルに突入する）。この近辺は新下関地区と呼ばれることもあり（西に隣接する川中地区の東側（伊倉など）を含める場合もある）、勝山地区のほぼ中心部にあたる。道路網は域内のほぼ中央部で山口県道34号下関長門線が南北に貫き、新下関駅のやや北で東西方向に山口県道247号安岡港長府線（通称「長安線」）が通過する。県道下関長門線は地域の南部（山の谷交差点）で長府地区から続く国道2号と交わり、地域外（本庁地区）ではあるがさらに南で中国自動車道下関ICと交わる。中国自動車道は地域内で県道下関長門線の東方を南北に高架橋で貫いており、地域内には長門勝山バスストップが設けられていた。以上のように、交通アクセスは道路・鉄道ともにかなり良好である。
交通の利便性も相まって、JR新下関駅周辺と県道下関長門線沿いに商業施設が立ち並び、その周りに宅地が広がる。また国道2号山の谷交差点付近には物流施設が集まっている。地区の周辺部には広い農地が残る。

## 地域のあゆみ
もとは旧豊浦郡に属する村（勝山村）であったが、1939年（昭和14年）に下関市へ編入した。新下関駅はかつて「長門一の宮駅」と称し、長門一ノ宮とも称された住吉神社の近くにあったものが、「長門一ノ宮駅」に改称ののち1928年（昭和3年）に山陽本線の経路変更に伴って現在地に移転したものであり、戦後しばらくは広大な田園のなかに集落が散在している状態であった。しかし、1973年（昭和48年）の関門橋と下関ICの開通、1975年（昭和50年）の山陽新幹線開業とそれにともなう長門一ノ宮駅の新下関駅への改称を機に、新下関駅を中心に区画整理がなされ、地区全体にわたって開発計画が進められることとなった。また、1974年（昭和49年）には、東亜大学が長門一ノ宮駅（当時）の南側に開学している。
域内中央を南北に走る幹線道路・県道下関長門線（建設当時は山口県道37号下関豊田油谷線）が整備され、その道に沿うように秋根から一の宮にかけて新下関地区の中心市街地が形成されていった。
1976年（昭和51年）には下関市地方卸売市場の青果部門が山の谷交差点北側に移転して下関市中央卸売市場に改称する（2008年（平成20年）に地方卸売市場に再転換）など、下関における物流の拠点ともなっている。この他、幹線道路である県道下関長門線・国道2号は山の谷交差点に起因する渋滞が深刻であることから、国土交通省（中国地方整備局山口国道事務所）が交差点の改良（立体交差化）と前後区間の拡幅工事を実施中である。

### 自治体としての沿革
- 1889年（明治22年）4月1日 - 町村制の施行により、田倉村、勝谷村、楠乃村、秋根村、形山村、井田村、小野村が合併して豊浦郡豊東上村が発足。
- 1898年（明治31年）9月1日 - 豊東上村が改称して勝山村となる。
- 1939年（昭和14年）5月17日 - 勝山村が下関市に編入。同日勝山村廃止。

### 住宅団地街
秋根（あきね）を中心にする中心市街地周辺に勝谷（しょうや）、田倉（たくら）、御殿町（ごてんまち）、形山（かたちやま）、一の宮学園町（いちのみやがくえんちょう）などの新興住宅団地が整備され、下関中心市街地および北九州市のベッドタウンとなっている。地区内に東亜大学があるため、学生用アパートが多く、スーパーやコンビニ、飲食店も充実している。また、1970年（昭和45年）から国道2号・山の谷交差点西 - 南側に卸団地が造成された。有富（ありどめ）、石原（いしはら）以北は良好な農業地帯を維持している。
域内の開発は現在でも進められ、ごく最近では、国道2号・長府トンネル西側出口付近に東勝谷・楠乃住宅団地が、新下関駅北側の石原に商業施設・コスパ新下関が完成した。さらに、新下関駅北の東西を貫く都市計画道路長府綾羅木線（山口県道259号新下関停車場線）が開通して、この道路に沿う形で、新下関駅の西側で新下関西土地区画整理事業が進行中である。

### 市役所移転の候補地
2005年の豊浦郡との合併に際し、下関市役所本庁舎のの位置について、下関市・豊浦郡4町合併協議会の付帯決議と下関市新庁舎建設候補地検討委員会の答申においていずれも新下関地区（勝山地区）が最有力候補地に挙げられた。2008年に実施した市民アンケートにおいても、新下関地区を推す声が最も多かった。同年、江島潔市長（当時）はそれらの結果を踏まえ、市役所移転先を新下関駅周辺区域（秋根記念公園及び下関市東消防署勝山出張所）にする方針を表明したことで、市庁舎移転はかなり現実味を帯びてきた。ところが、2009年の下関市長選挙で、市役所移転計画凍結を選挙公約に掲げた中尾友昭が当選し、その後従来の本庁舎（南部町）を補修・耐震補強の上、本庁舎南側の教育委員会棟および保健所庁舎を解体して跡地に新館を建築する計画を推進。中尾を破って市長に当選した前田晋太郎も従来の本庁舎解体と跡地への新館建築を推進し、新下関への市役所移転計画は頓挫した。

## 施設

### 商業
商業施設
- コスパ新下関
- スーパーセンタートライアル新下関店
- ゆめシティ

金融機関
- 山口銀行新下関駅前支店
- 西京銀行新下関支店
- 信用組合広島商銀下関支店
- 山口銀行新下関ローンプラザ出張所 など

宿泊施設

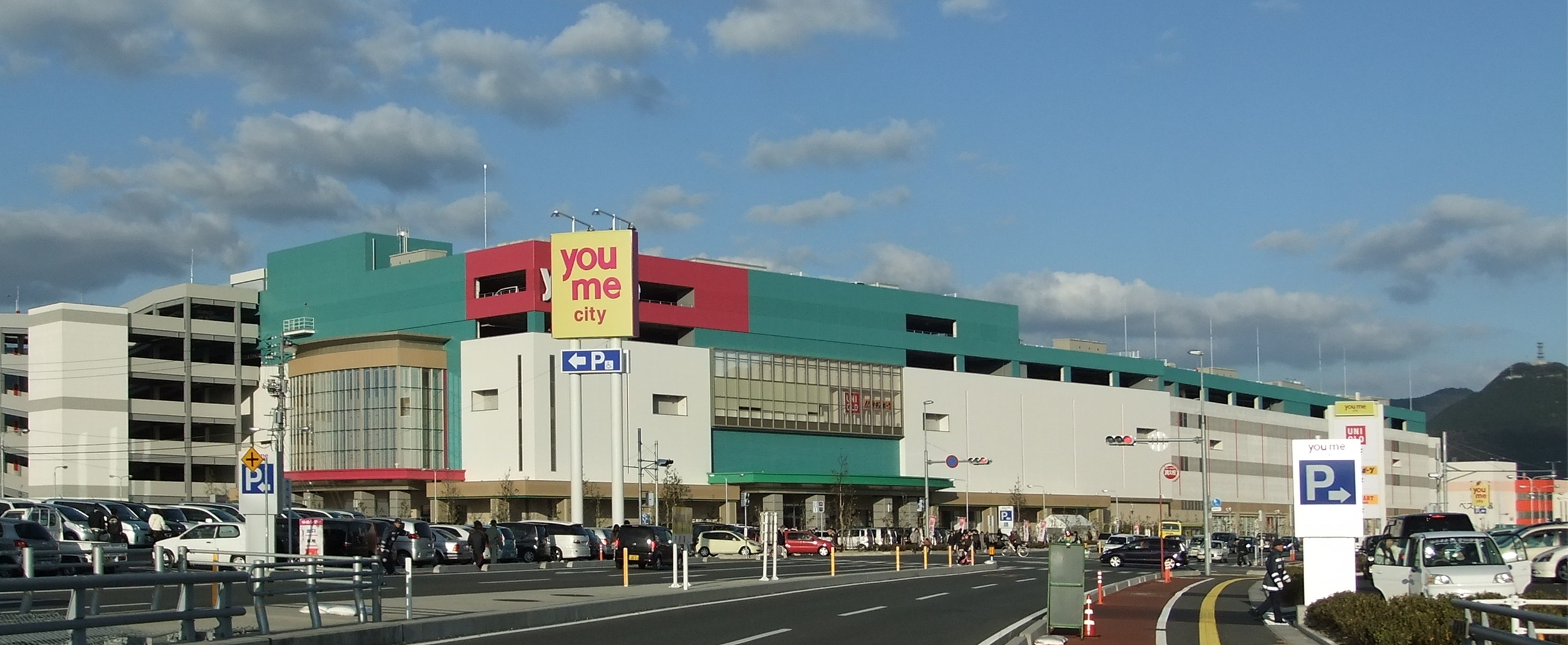
ゆめシティ

宿泊施設の多くは中心市街地（下関駅エリア）に集中している。
- ビジネスホテル新下関
- ビジネスホテルはやし など

### 文教
- 東亜大学
- 下関国際高等学校
- 下関市立勝山中学校
- 下関市立勝山小学校
- 下関市立一の宮小学校

### 物流
- 下関市地方卸売市場
- 下関卸商業団地
- 新下関卸団地

### その他
- 下関市役所勝山支所
- 下関東消防署勝山出張所
  - 下関消防訓練センター
- 下関警察署勝山交番
- JA山口県・下関統括本部

## 名所・旧跡

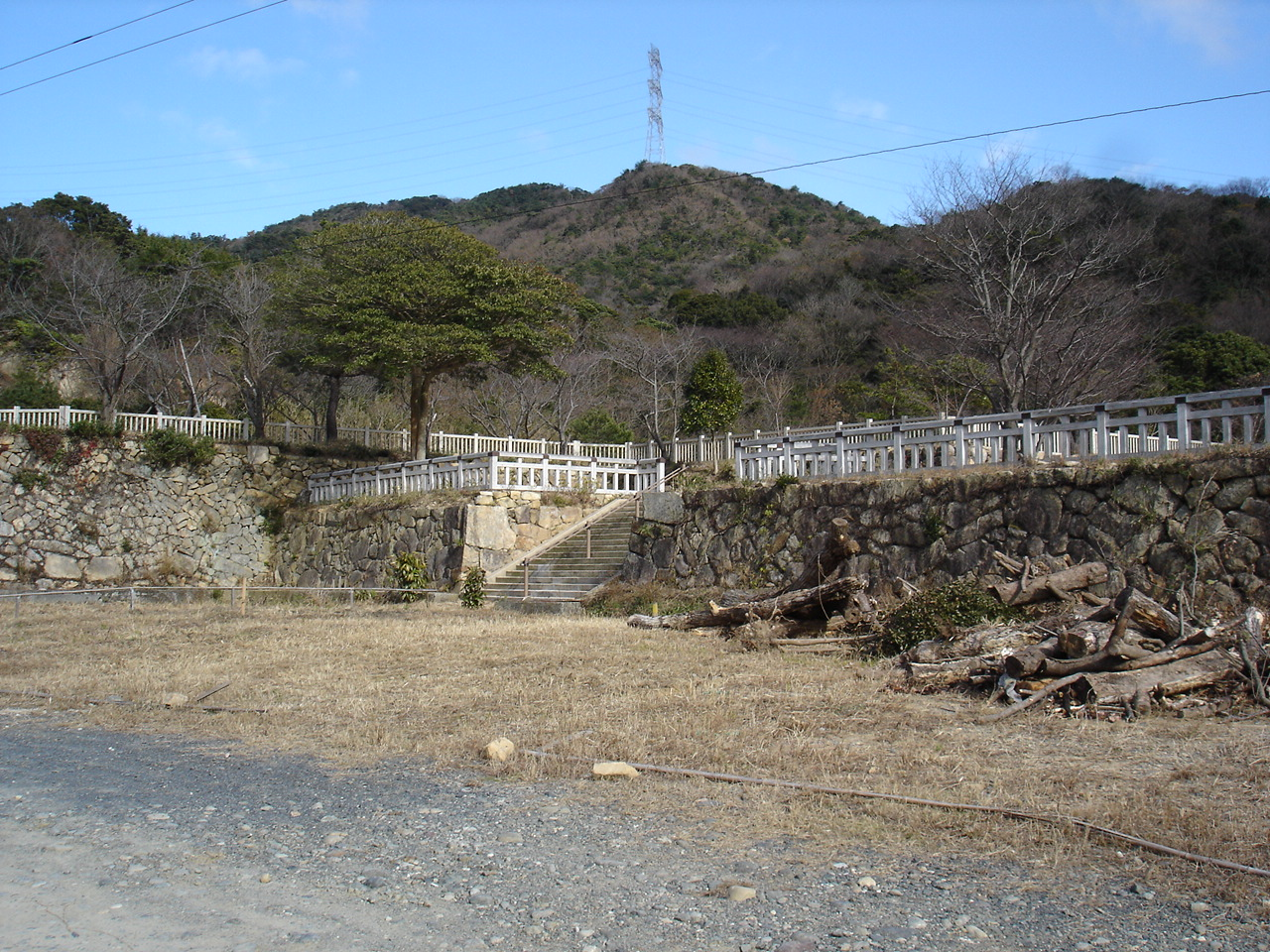
勝山御殿跡

- 国宝・住吉神社
- 勝山御殿跡
- 砂子多川

## 交通機関
鉄道
- JR新下関駅（山陽新幹線、山陽本線）

路線バス（新下関駅を目的地とした場合）
- サンデン交通 （路線バス）
  - 「新下関駅」バス停（駅東口）
  - 「新駅西口」バス停（駅西口側）
  - 「新駅南口」または「一の宮町一丁目」バス停（駅南口側）

高速道路
- 中国自動車道下関インターチェンジ